# Močvirje, Škocjan
Močvirje este o localitate din comuna Škocjan, Slovenia, cu o populație de 56 de locuitori.